# Nafa Urbach
Nafa Urbach, de son vrai nom Nafa Indria Urbach est une chanteuse, actrice indonésienne. Née le 15 juin 1980 dans la province de Java central en Indonésie, elle est la fille de Ronald Walter Urbach et de Neneng Maria Kusuma.

## Biographie
Nafa Urbach est née d'une mère  javanaise et d'un père juif ashkénaze d'ascendance allemande et néerlandaise à Magelang en 1980. Elle commence sa carrière à l'âge de quatorze ans dans des séries télévisées indonésiennes et dans le mannequinat en apparaissant dans des magazines de mode, mais était déjà populaire dans sa ville natale pour ses qualités de chant[réf. souhaitée].
Troisième d'une famille de quatre enfants, son frère Alam Urbach est le chanteur du groupe de Rock indonésien SABILA. Elle est également la tante du prodige musical Joey Alexander.
Elle sort son premier album Bagai Lilin Kecil en 1995, dont le succès lui vaudra des éloges de la part de Nike Ardilla, une célèbre chanteuse de Hard rock peu avant son décès dans un accident de voiture. Bien que Nafa Urbach ait assisté à son enterrement, leur rencontre qui s'était résumée à une unique discussion téléphonique n'a ainsi jamais permis la possibilité d'une collaboration entre les deux artistes en raison de sa mort brutale.
Le célèbre compositeur indonésien Deddy Dores la parrainera à ses débuts, l'ayant ainsi aidé à rédiger et composer ses premières chansons. Outre la coopération avec Deddy, Nafa Urbach a également formé un duo avec le chanteur Rudy Chysara qui a débuté à partir de 1996 avec la sortie de l'album Hati Tergores Cinta, dont le titre phare fût la chanson Sampai Selamanya. Mais la coopération entre les deux célébrités ne dure pas et se termine dès 1997, chacun décidant de reprendre une carrière solo de son côté.
Outre ces occupations dans le monde du showbiz indonésien depuis le milieu des années 2000, Nafa Urbach gère également une entreprise d'importation de viande de bœuf, elle a aussi ouvert deux restaurants spécialisés dans la cuisine de viande grillée en 2012 (puis en second en 2014). Plus récemment Nafa est devenue l'égérie publicitaire indonésienne de la firme japonaise Eau de Kangen,.

## Vie personnelle
Depuis 1997, Nafa Urbach a eu une relation de longue date avec l'acteur indonésien d'origine iranienne Primus Yustisio. Mais la relation a finalement pris fin en 2001 pour des raisons qui n'ont pas été révélées dans la presse, et cela après qu'il a été rapporté qu'elle aurait été trompée par ce dernier à de multiples reprises,.
Fin 2004, elle annonce officiellement ses fiançailles avec l'acteur Anglo-Indonésien Zack Lee ce qui avait provoqué un tollé plus tôt dans la presse à scandale indonésienne en raison de leurs différences d'âges et de religion, Nafa étant musulmane et Zack protestant. Mais peu après qu'ils se sont rencontrés, Nafa Urbach a définitivement confirmé les rumeurs de conversion au Christianisme qui remontaient au début de leur relation en 2003 pour suivre la foi de Zack Lee. Initialement connue comme étant une musulmane rigoureuse, cette révélation avait déclenché la polémique dans le monde musulman le 30 septembre 2003, date à laquelle elle a annoncé sa conversion. Le couple s'est finalement marié le 16 février 2007 à Djakarta.
De cette union le couple a eu une fille, Mikhaela Lee Jowono née le 8 février 2011, Nafa Urbach avait cependant fait une fausse couche durant l'été  2007 alors qu'elle était à l'époque enceinte de 2 mois.

## Discographie
1. Bagai Lilin Kecil (1995)
2. Deru Debu (1995)
3. Hati Tergores Cinta (1996)
4. Bandung Menangis Lagi (1996)
5. Hatiku Bagai Terpenjara (1996)
6. Hati Yang Kecewa (1997)
7. Hatiku Bagai Di Sangkar Emas (1998)
8. Hati Yang Rindu (1998)
9. Gita Cinta (1999)
10. Tiada Dusta Di Hatiku (1999)
11. Jujur Saja (2001)
12. Berlari (2004)
13. Cinta Abadi (2009)
14. Wanita Super (2009)
15. Ku Tak Sempurna (2010)
16. Belahan Jiwa (2014)